# Enneapogon
Enneapogon is een geslacht uit de grassenfamilie (Poaceae). De soorten van dit geslacht komen voor in delen van de hele wereld.

## Soorten (selectie)
- Enneapogon avenaceus
- Enneapogon cenchroides
- Enneapogon desvauxii
- Enneapogon gracilis
- Enneapogon nigricans
- Enneapogon pallidus
- Enneapogon scaber
- Enneapogon truncatus